# Marconi (montaña)
Marconi (posiblemente del aymara marqu una planta medicinal, -ni un sufijo, el que tiene marqu planta) es una montaña en la cordillera de Urubamba en los Andes de Perú, a unos 5340 m de altura. Se ubica en la región Cusco, en la provincia La Convención, distrito de Huayopata, y en la provincia de Urubamba, distrito de Ollantaytambo. Se encuentra al norte del río Urubamba, al oeste del nevado Verónica.